# Joseph W. McClurg
Joseph Washington McClurg, född 22 februari 1818 i St. Louis County, Missouriterritoriet, död 2 december 1900 i London, Missouri, var en amerikansk republikansk politiker. Han var ledamot av USA:s representanthus 1863–1868 och Missouris guvernör 1869–1871.
McClurg studerade juridik och inledde sin karriär som advokat i Republiken Texas. År 1841 återvände han till Missouri där han var verksam som köpman. I amerikanska inbördeskriget deltog McClurg som överste i kavalleriet i nordstaternas armé. Mitt under inbördeskriget blev han invald i representanthuset. År 1868 avgick han som kongressledamot efter att ha blivit vald till guvernörsämbetet.
McClurg efterträdde 1869 Thomas Clement Fletcher som guvernör och efterträddes 1871 av B. Gratz Brown. Mandatperioden hade tidigare varit fyra år men förkortades under McClurgs tid som guvernör till två år.
McClurg avled 1900 och gravsattes på Lebanon Cemetery i Lebanon i Missouri.